# Lusito
O Luzito é um barco histórico em Portugal. Trata-se de um das primeiras embarcações usadas no ensino e prática de vela, como desporto,  utilizadas em Portugal.
Este monotipo de origem portuguesa surgiu nos anos 40 do Séc XX. Foi criado por Rodolfo Fragoso e pelo Mestre Carpinteiro João Brites, com base no "Cap Cod" Canadiano.
Embora se encontre o nome deste pequeno barco-escola escrito com "s", de acordo com o rótulo do projecto assinado por José. S. Brites,  o nome desta embarcação deve escrever-se com, "z". (ver - www.luzito.net)
As suas características fizeram do Luzito a embarcação de ensino de vela para as crianças e jovens (Lusitos)  filiados na mocidade Portuguesa.
Era uma embarcação de dimensões reduzidas, com cerca de 2,45m de comprimento. Tinha o mastro e a retranca ocas, patilhão móvel, armação Sloop-Marconi com vela grande e estai concebido para 1 tripulante. Estas características tornavam a embarcação muito leve e veloz.